# Air Jamaica
Pour les articles homonymes, voir Jamaica et AJM.

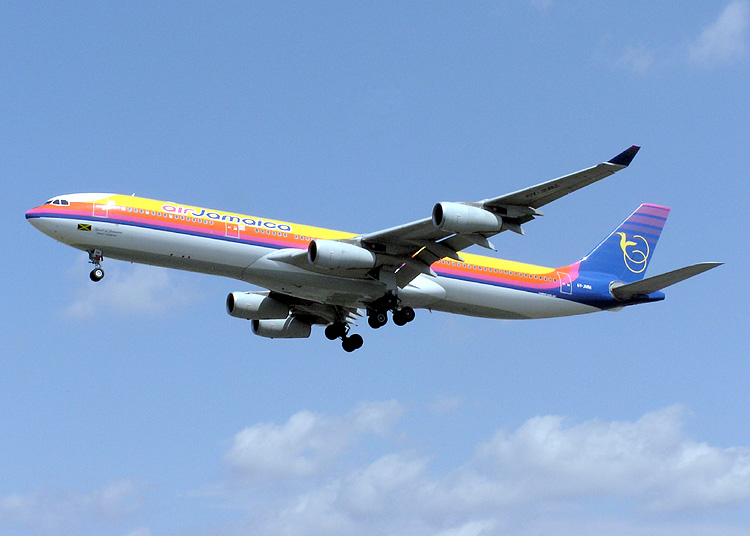
Un Airbus A340-200 de Air Jamaica

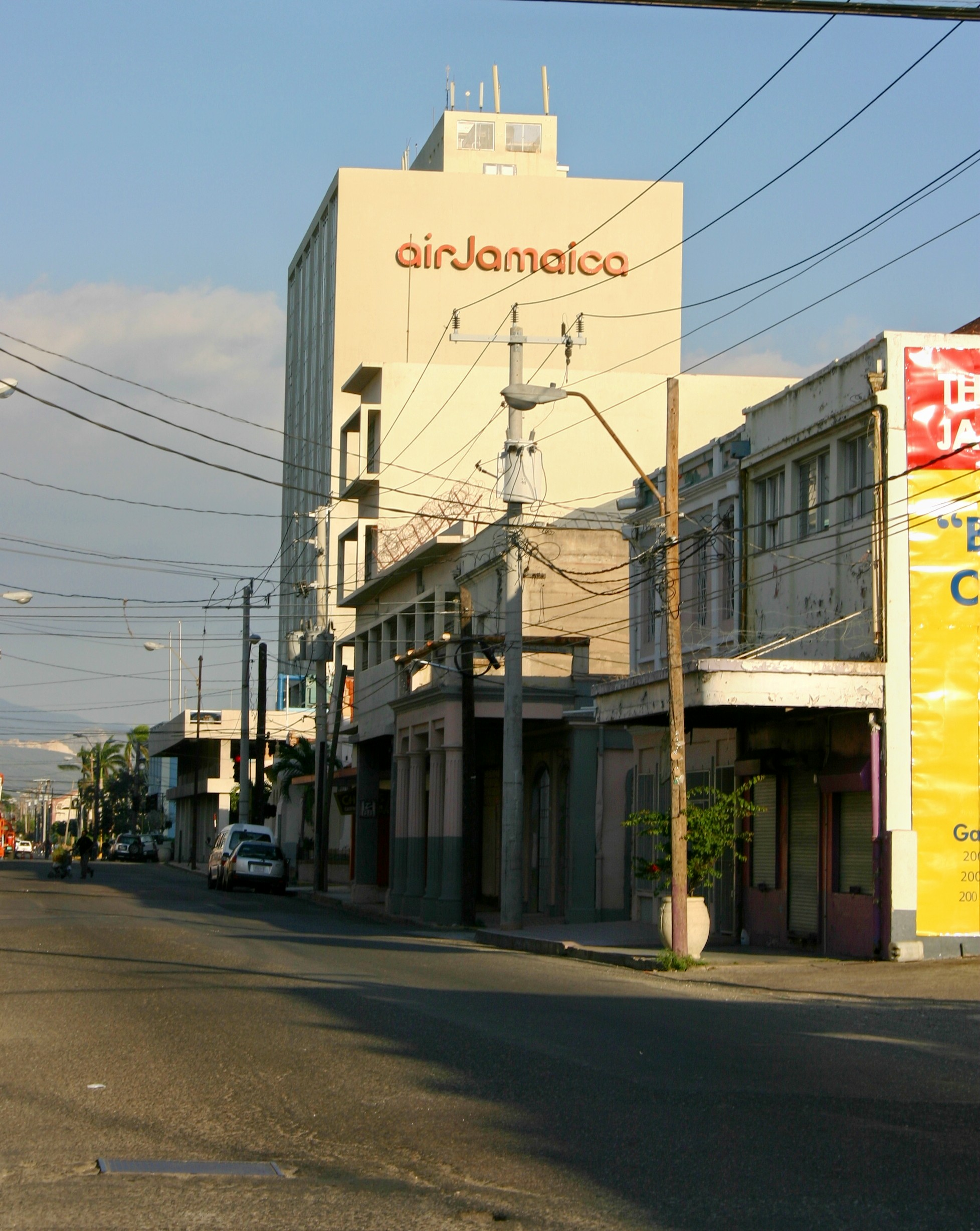
Le siège d'Air Jamaica

Air Jamaica (code AITA : JM ; code OACI : AJM) était une compagnie aérienne de la Jamaïque basée à Kingston. La compagnie, reprise par Caribbean Airlines, cessa ses activités le 12 avril 2010.

## Flotte
Ces appareils devraient être utilisé par Caribbean Airlines.